# Distrito de San Juan de Chacña
El Distrito de San Juan de Chacña es uno de los 17 distritos de la Provincia de Aymaraes  ubicada en el departamento de Apurímac, bajo la administración del Gobierno regional de Apurímac, en el sur del Perú.
Desde el punto de vista jerárquico de la Iglesia católica forma parte de la Diócesis de Abancay la cual, a su vez, pertenece a la Arquidiócesis de Cusco.

## Historia
Este Distrito tiene origen preinca, ya que existen restos arqueológicos en Chaupimayo, como edificaciones de pequeñas viviendas en la cima del cerro, además se observa restos de cántaros, como también restos óseos humanos de gran tamaño, que se pueden visualizar en las cuevas aledañas. Asimismo, el Distrito de Chacña, tiene origen inca, ya que fueron conquistados por ellos, por ello la población del pueblo habla quechua y practica costumbres de esta cultura, es más el pueblo en sí, en este período, se ubica definitivamente en la parte baja que actualmente ocupa, ya que en sus inicios la población vivía en la parte alta (Chaupimayo). 
Durante la colonización española, Chacña fue conquistada por los españoles, no sólo conquistaron sino que lo poblaron, es decir se quedaron a vivir en el pueblo, de ahí los apellidos españoles Velásquez, Ríos, Contreras, Palomino, Vargas, Dongo, Miranda, Espinoza, Alarcón, Torvisco entre otros que existen en Chacña. 
El distrito fue creado mediante Ley No.15010 del 17 de abril de 1964, en el primer gobierno de Fernando Belaúnde.

## Geografía
Es quizá el único pueblo de Apurímac, que tiene un río que cruza por la parte central del pueblo, brindando un hermoso paisaje como no lo hay en otros pueblos.
San Juan de Chacña tiene una población de 908 habitantes según datos del INEI (Instituto Nacional de Estadística e Informática).
De los 908 habitantes de San Juan de Chacña, 457 son mujeres y 451 son hombres. Por lo tanto, el 49,67 por ciento de la población son hombres y el 50,33 mujeres.
Si comparamos los datos de San Juan de Chacña con los del departamento de Apurimac concluimos que ocupa el puesto 72 de los 80 distritos que hay en el departamento y representa un 0,2246 % de la población total de ésta.
A nivel nacional, San Juan de Chacña ocupa el puesto 1.662 de los 1.833 distritos que hay en Perú y representa un 0,0033 % de la población total del país.
- Población total	908
- Hombres	451
- Mujeres	457
- % hombres: 49,67
- % mujeres: 50,33
- Ranking provincial: 72 / 80
- Ranking nacional: 1.662 / 1.833

## Autoridades

### Municipales
- 2011-2014:[3]
  - Alcalde: Pablo León Vivanco Jiménez, del Movimiento Popular Kallpa.
  - Regidores: Jesús Tomateo Ríos (Kallpa), Susana Ruíz Ríos (Kallpa), Bacilio Pedro Palomino Toro (Kallpa), Benedicto Ríos Enciso (Kallpa), Juan Carlos Ontón Tomateo (APRA).
- 2007-2010
  - Alcalde: Jaime Antonio Torbisco Martínez.
  - alcalde: Elmer Tomateo (2014-2018)

## Festividades
- Febrero: Carnavales.
- Julio 16: Virgen del Carmen
- Diciembre 25: Navidad.